# Gino Soldà
Gino Soldà, född 8 mars 1907 i Recoaro Terme och död 8 november 1989 i Recoaro, var en italiensk vinteridrottare. Han deltog i olympiska spelen 1932 i Lake Placid och kom på 25:e plats på 18 kilometer.